# Крезансе
Крезансе́ (фр. Cresancey) — коммуна во Франции, находится в регионе Франш-Конте. Департамент — Верхняя Сона. Входит в состав кантона Гре. Округ коммуны — Везуль.
Код INSEE коммуны — 70185.

## География
Коммуна расположена приблизительно в 300 км к юго-востоку от Парижа, в 33 км северо-западнее Безансона, в 50 км к юго-западу от Везуля.
По территории коммуны протекает река Тениз (фр. Tenise). Более половины территории коммуны покрыто лесами.

## Население
Население коммуны на 2010 год составляло 189 человек.
| 1962 | 1968 | 1975 | 1982 | 1990 | 1999 | 2010 |
| ---- | ---- | ---- | ---- | ---- | ---- | ---- |
| 216  | 203  | 198  | 189  | 178  | 212  | 189  |

## Администрация
| Период | Период | Фамилия     | Партия | Примечания |
| ------ | ------ | ----------- | ------ | ---------- |
| 2001   | 2008   | Ане Руссе   |        |            |
| 2008   | 2014   | Марк Ламбер |        |            |

## Экономика
В 2010 году среди 126 человек трудоспособного возраста (15—64 лет) 96 были экономически активными, 30 — неактивными (показатель активности — 76,2 %, в 1999 году было 78,8 %). Из 96 активных жителей работали 87 человек (46 мужчин и 41 женщина), безработных было 9 (3 мужчин и 6 женщин). Среди 30 неактивных 8 человек были учениками или студентами, 18 — пенсионерами, 4 были неактивными по другим причинам.

## Фотогалерея

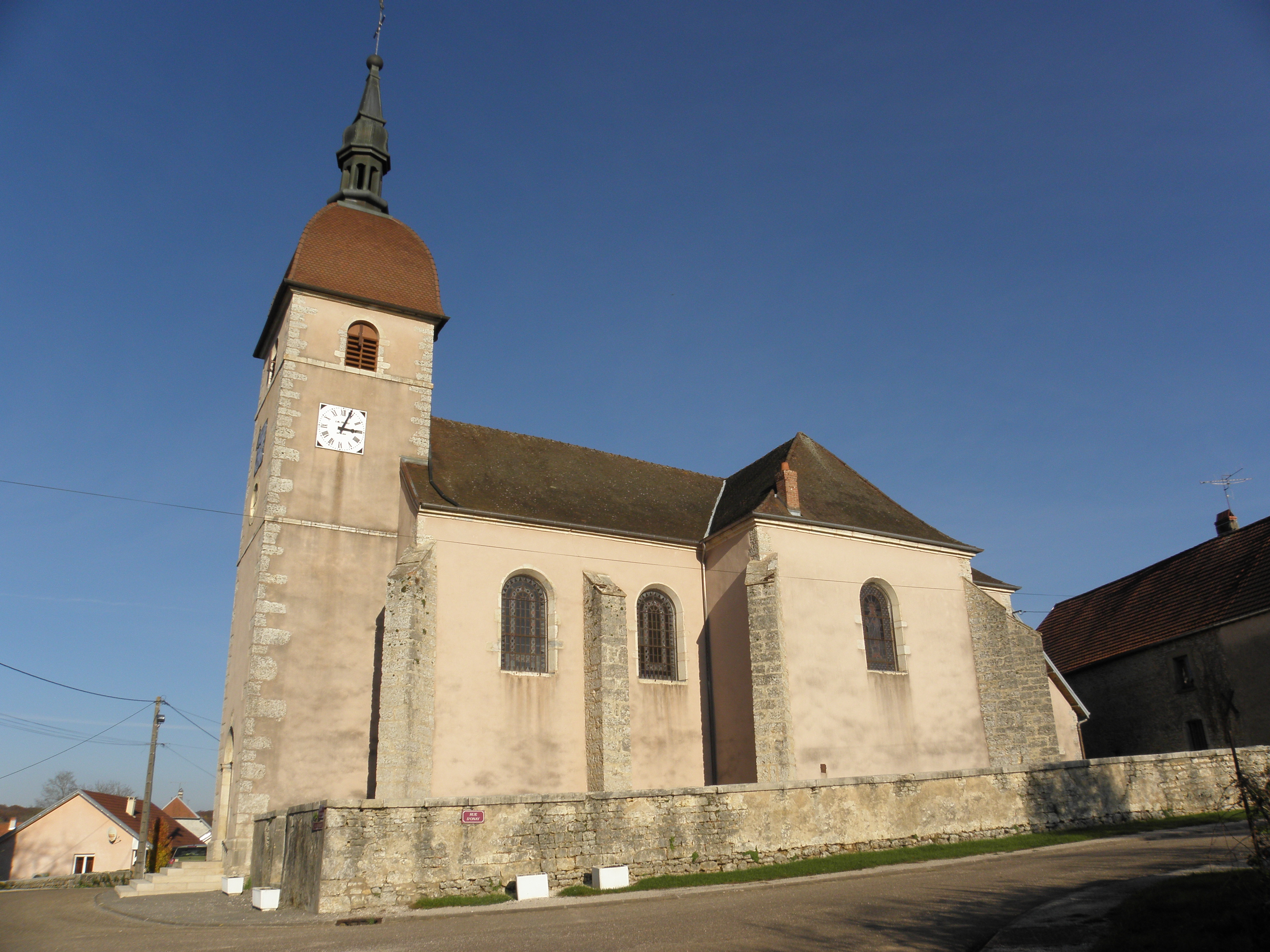
Церковь Св. Стефана
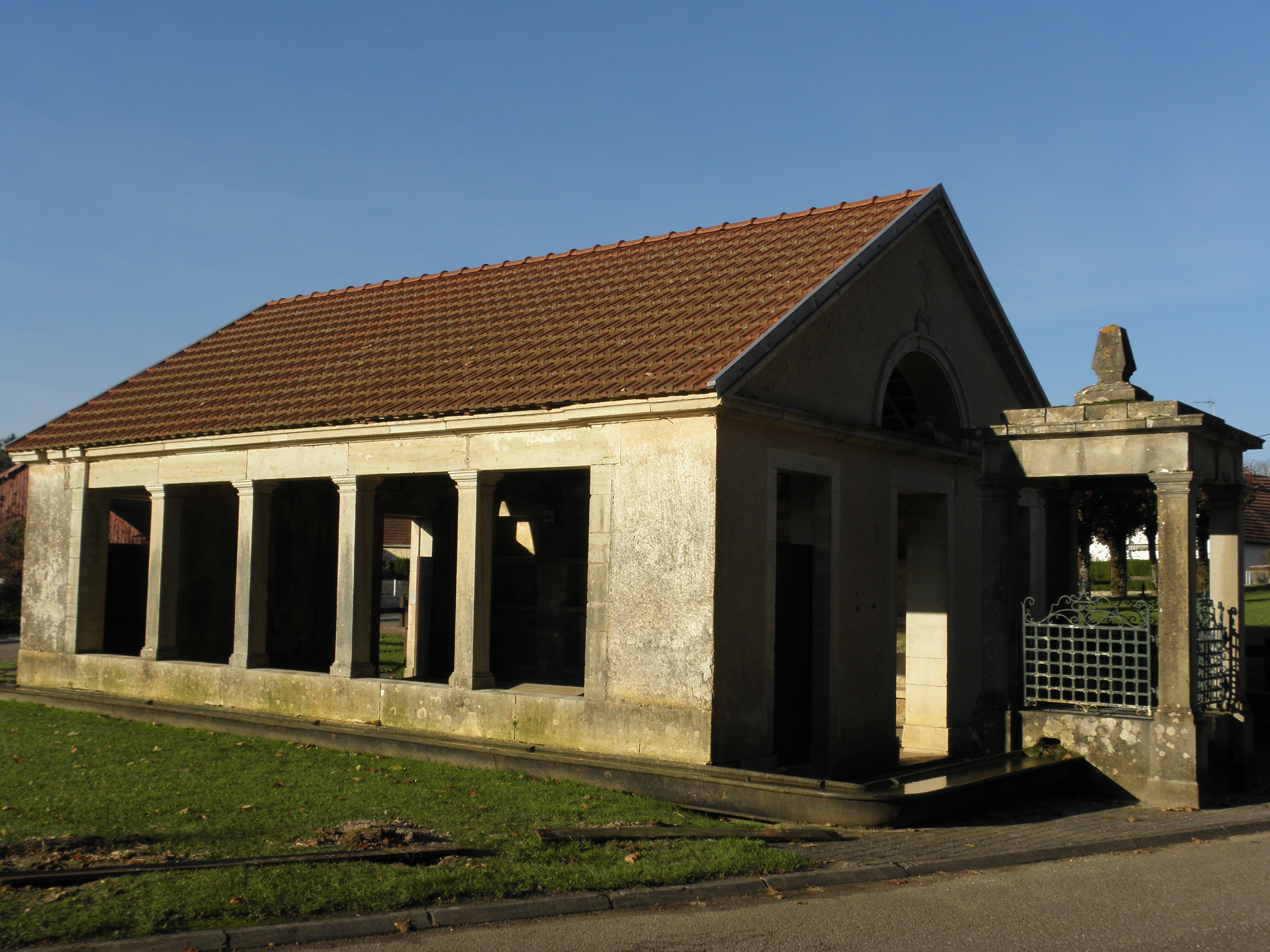
Общественная прачечная
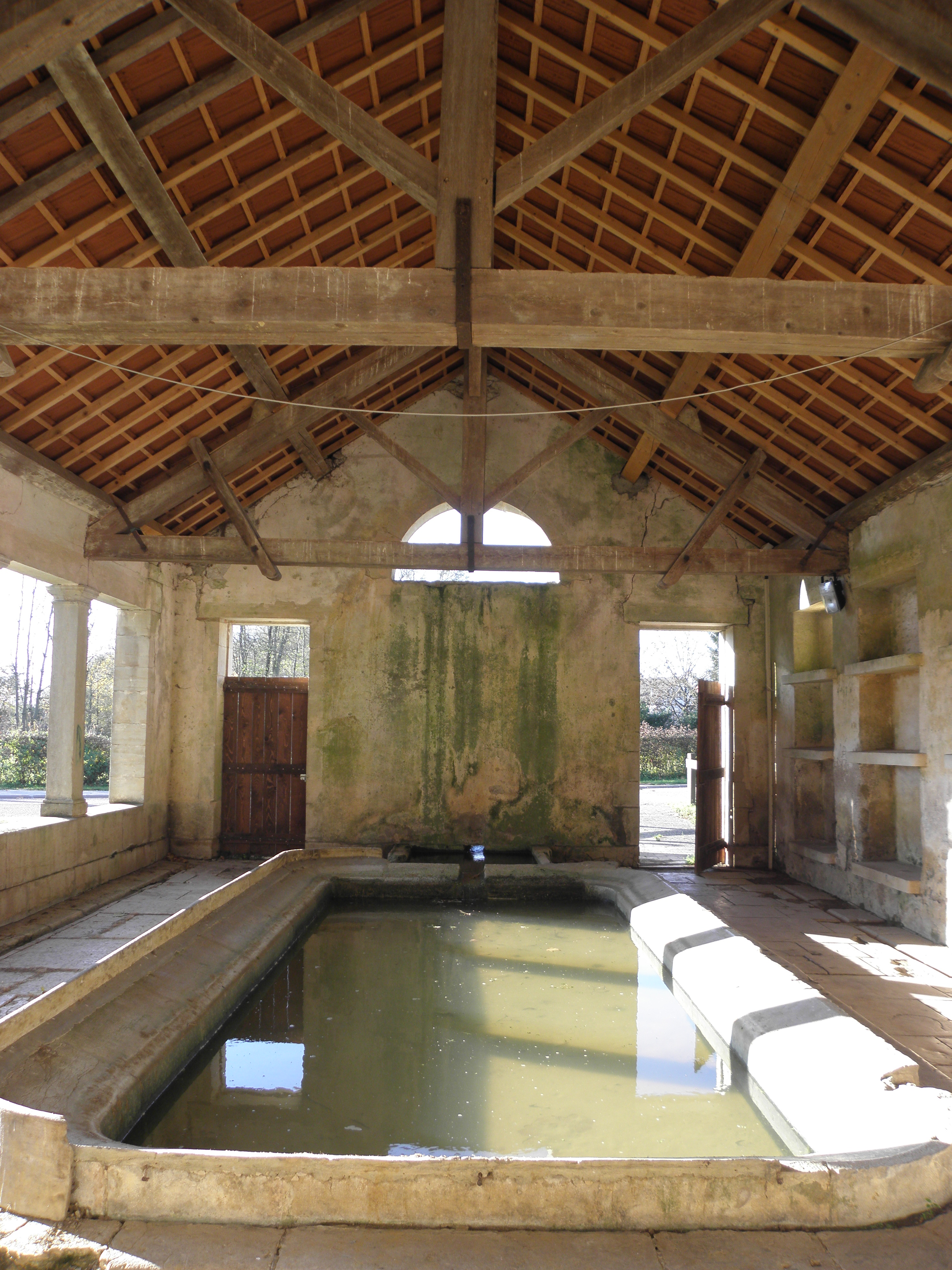
Общественная прачечная
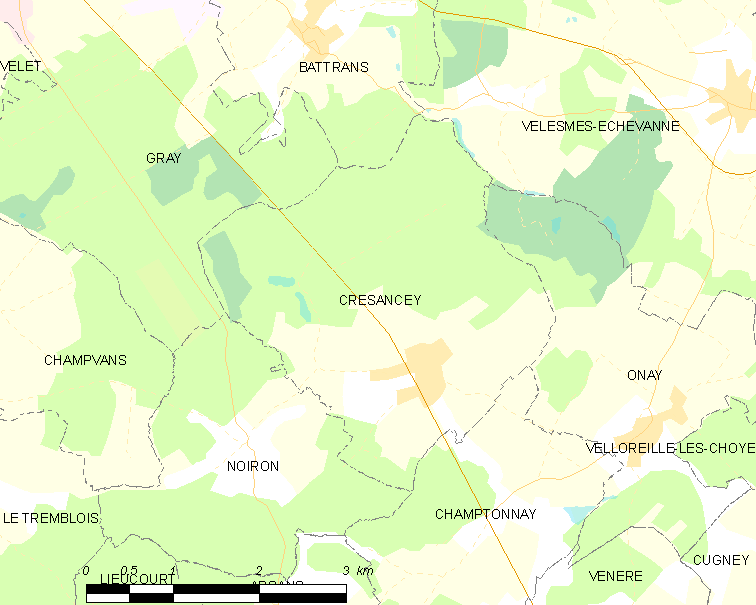
Карта коммуны